# Brazilozetes flagellatus
Brazilozetes flagellatus är en kvalsterart som beskrevs av Balogh och Sandór Mahunka 1969. Brazilozetes flagellatus ingår i släktet Brazilozetes och familjen Microzetidae. Inga underarter finns listade.